# Serin oreillard
Crithagra mennelli
Espèce
Statut de conservation UICN

 LC  : Préoccupation mineure
Synonymes
- Serinus mennelli

Le Serin oreillard (Crithagra mennelli) est une espèce de passereaux appartenant à la famille des Fringillidae.

## Distribution
Nord et est du Zimbabwe, Zambie, sud et sud-est du Zaïre (Katanga, Kolwezi, Malimba, Marungu), extrême-est de l’Angola (Moxico), centre du Mozambique, Malawi, Tanzanie (quelques observations sporadiques dans le sud et l’ouest), extrême nord-est du Botswana.

## Habitat
Selon Fry & Keith (2004), il occupe un large éventail  d’habitats comme les boisements secs et non dégradés de Brachystegia spiciformis et de Baikiaea plurijuga ; dans le sud-est du Zimbabwe, les zones boisées de Julbernardia globiflora et de Brachystegia glaucescens ; dans le sud du Mozambique, les alentours de jardins d’indigènes, les champs dans les boisements de Brachystegia et la forêt côtière dégradée (Massinga) ; les flancs boisés des collines et parfois les abords des cultures et les grands jardins.
Un autre type d’habitat, décrit par Ottaviani (2011), consiste en l’association d’arbres des genres Brachystegia, Julbernardia et Isoberlinia mais les serins privilégient les lisières et les clairières de ces boisements.

## Alimentation
Son régime alimentaire comprend des graines d’herbes et d’autres plantes, des fruits mûrs d’Uapaca, des graines d’Hyparrhenia et de Loudetia simplex ainsi que des fruits de Trema orientalis. Il explore aussi les fleurs de Brachystegia spiciformis et de Loranthus pour y prélever apparemment du nectar (Vernon 1979). Il se nourrit surtout de graines prélevées sur les capitules et les inflorescences des plantes herbacées mais il chasse parfois des insectes au vol. Il se rassemble autour des arbres en fleurs Brachystegia spiciformis, prélevant bourgeons, fleurs et nectar. A d’autres saisons, il se nourrit dans les arbres et les buissons, de fruits et de nectar comme de graines de graminées près du sol (Vernon in Ginn et al. 1989). Hockey et al. (2005) ont répertorié des graines de plantes herbacées : Loudetia simplex, Hyparrhenia, Helianthus, des fruits de Trema orientalis et des baies de gui, loranthacée.

## Parade nuptiale
Il est connu comme territorial, monogame et nichant seulement par couple isolé. Il chante de façon répétée et continue du haut de branches mortes dominant des arbres ou d’arbres complètement défoliés. Il émet ses strophes pendant environ une minute puis s’envole jusqu’à l’arbre voisin où il continue de chanter. Il lance aussi ses trilles au cours d’un vol nuptial singulier : il s’élève haut dans les airs puis redescend en piqué (à 60-70°) de façon rapide et ondulée, freine ensuite en papillonnant des ailes puis plonge à nouveau pour ralentir une seconde fois en battant mollement des ailes, un peu à la manière d’un pigeon avant de se poser (Vincent 1936).

## Nidification
Au Zaïre, un nid a été découvert à huit mètres de haut dans une fourche. Il était surtout composé de mousse et contenait deux œufs vert pâle, tachetés de noir et de gris violet. La nidification a lieu de janvier à mai sur le plateau des Marungus et d’octobre à avril (mais pas en décembre-janvier) au Shaba (Lippens & Wille 1976). Pour le Sud-Ouest Africain, le nid est décrit comme une petite coupe composée surtout de lichen filamenteux Usnea barbata, recouverte de toiles d’araignées sur le rebord et bien arrimée aux branchettes par des fils d’araignées. Le revêtement intérieur se compose de pétioles de Brachystegia spiciformis, radicelles, lichen ou mousse avec parfois quelques petites plumes. Quelques brindilles ou petits lambeaux d’écorce sont parfois intégrés à la coupe. Il est généralement placé entre un et neuf mètres du sol, dans une fourche près de la cime d’un arbre ou d’un arbuste de B. spiciformis. Il contient de deux à quatre œufs (généralement trois) vert pâle ponctués et tachetés de noir et de gris lilas pâle (Maclean 1993). Les périodes de ponte ont lieu en mars dans les Marungus au Zaïre ; en avril, septembre et décembre au Malawi ; en avril en Zambie, entre septembre et février au Zimbabwe et au Mozambique (Fry & Keith 2004).

## Statut
Pour le Zimbabwe, les études de terrain de Vernon (1979) ont révélé une densité de quatre couples nicheurs pour 100 ha mais, après la période de reproduction, 22 oiseaux ont été répertoriés dans le même périmètre. Pour l’Angola, Dean (2000) le qualifie de sédentaire peu commun dans l’extrême-est (Moxico) et sans donnée de reproduction. Pour l’ensemble de l’est-africain, Stevenson & Fanshawe (2001) le donnent comme local mais pas rare entre 1100 et 1400 m. Pour l’ensemble du nord-est du sud-africain (Zambie, Zimbabwe, Mozambique).